# Antepara

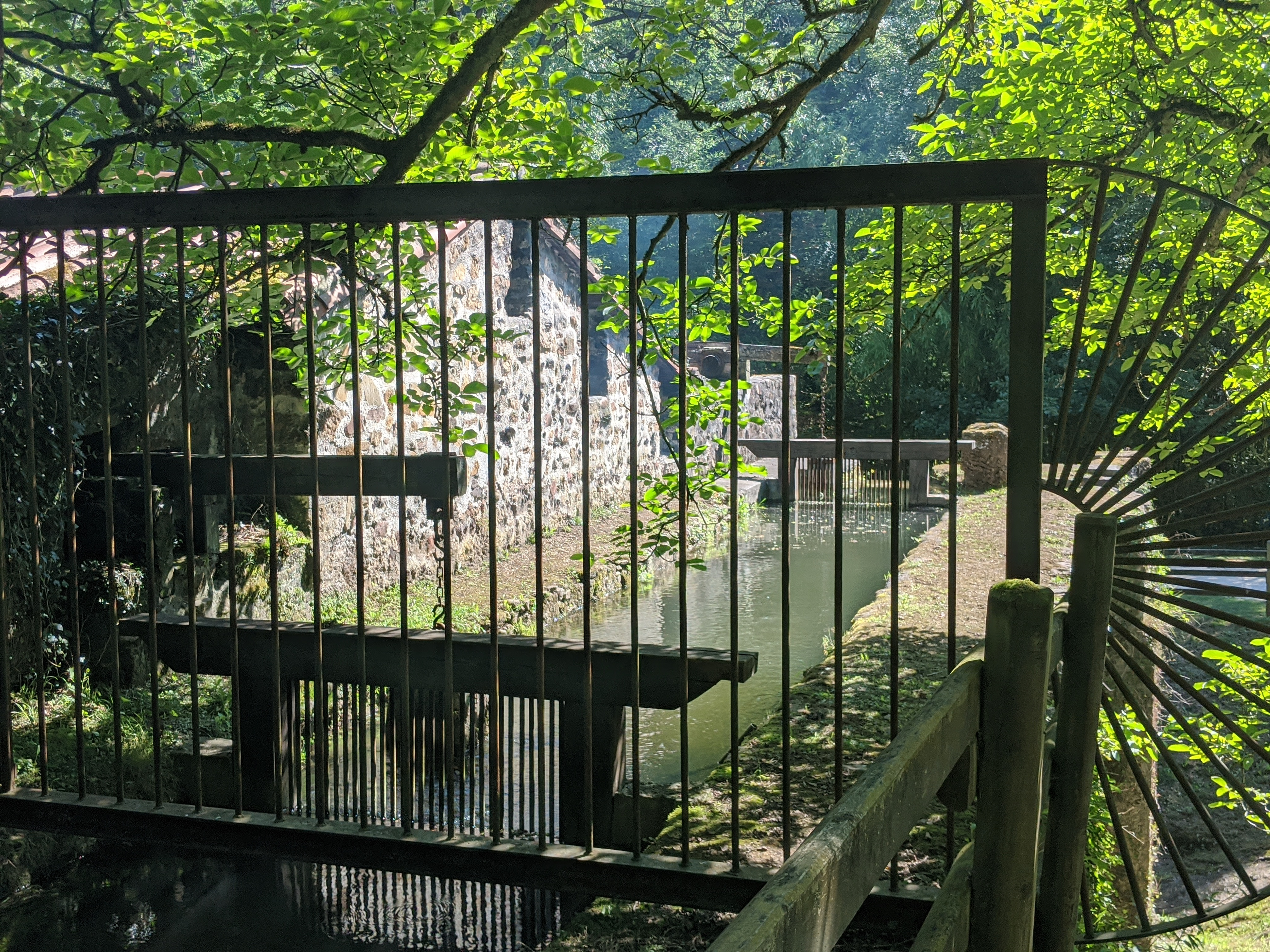
Antepara de la Ferrería de El Pobal, Vizcaya, España

Antepara o andapara son los nombres que recibe en el País Vasco el depósito de agua o presa que alimenta la ruedas o turbina de los ingenios hidráulicos. El antropólogo vasco Bernardo Estornés Lasa lo da como sinónimo de «saetín» y «canal del molino», aunque algunos estudios lo consideran exclusivo de las ferrerías.

## Descripción y funcionamiento
En la  antepara acaba el canal, canales o acequias procedentes del azud o la presa y se encuentran «chimbos» o llaves que dan paso al agua para que descargue con mayor o menor fuerza sobre la rueda hidráulica o turbina. Su objetivo hidráulico es aumentar el caudal y presión de agua, y en consecuencia el rendimiento de la instalación. Dispone de un aliviadero por donde desborda el agua sobrante.
Construida como depósito elevado y sostenido por muros de mampostería, además de contenedor provocaba que el salto de agua sobre las palas de la rueda del molino generase su movimiento. Presión, fuerza y caudal se regulaban por el «ferrón», desde el interior de la ferrería. Por lo general, cada rueda necesitaba su propio salto de agua, determinando el tamaño y capacidad de la antepara de las ruedas a mover.  Aunque documentadas arqueológicamente, no se han conservado en Guipúzcoa anteparas de madera.